# Ordre de Thérèse
L’ordre de Thérèse (en allemand, Theresien-Orden) est un ordre nobiliaire féminin bavarois fondé le 12 décembre 1827 par la reine Thérèse de Bavière, épouse du roi Louis Ier, pour récompenser les jeunes femmes nobles chrétiennes et célibataires. Le fait d’appartenir à l’ordre permettait à celles-ci de recevoir une pension afin vivre dignement jusqu’à leur éventuel mariage.

## Attribution de l’ordre
Malgré l’abolition de la monarchie en 1918, l’ordre reste décerné[Par qui ?] en tant qu’ordre dynastique. L’ordre de Thérèse se compose de diverses classes :
- dames d’honneur (Ehrendamen)
  - croix agrémentée de la couronne et du monogramme de brillant (108 récipiendaires)
  - croix agrémentée du monogramme de brillant (237 récipiendaires)
  - simple croix (750 récipiendaires)
- dames de seconde classe (Präbendierte Damen)
  - simple croix (72 récipiendaires)

## Membres notables

### Grandes-Maîtresses de l'ordre
- 12 décembre 1827 - 26 octobre 1854 : Thérèse de Saxe-Hildburghausen ;
- 26 octobre 1854 - 17 mai 1889 : Marie de Prusse ;
- 17 mai 1889 - 3 février 1919 : Marie-Thérèse de Modène ;
- 7 avril 1921 - 31 juillet 1954 : Antonia de Luxembourg ;
- 31 juillet 1954 - 10 juin 1969 : Maria Draskovich von Trakostján ;
- 21 avril 1971 - 5 octobre 1983 : Marie-Jenke Keglevich von Buzin ;

### Dames de l'ordre
- 27 février 1904 : Shōken ;
- Marie-Thérèse de Modène ;
- 1856 : Iekaterina Saltykova ;
- Amélie d'Espagne ;
- Isabelle-Antoinette de Croÿ ;
- Marie-Thérèse d’Espagne ;
- Irmingard de Bavière ;
- Gisèle d'Autriche.

### Source
- (de) Cet article est partiellement ou en totalité issu de l’article de Wikipédia en allemand intitulé « Theresienorden » (voir la liste des auteurs).